# Copynumbervariatie
Een copynumbervariatie (CNV) of (copynumber)polymorfie (CNP) is een mutatie waarbij bepaalde stukken DNA op een chromosoom ontbreken (deletie) of het te veel aanwezig zijn (duplicatie), of waarbij in het genoom enkele chromosomen ontbreken of meervoudig aanwezig zijn. Het gaat dan om puntmutatie (basensubstitutie en frameshiftmutatie), segmentmutatie (grootschalige mutaties of chromosomale mutaties) en ploïdiemutatie (genoommutaties).
Uit vergelijkingen tussen de lengte van chromosomen kan een lengteverschil naar voren komen. Copynumbervariaties spelen een belangrijke rol in de genetische variatie tussen individuen. Daarnaast vormen ze de basis van verschillende mentale handicaps en ontwikkelingsstoornissen.

## Oorzaken
Bij de mens kan copynumbervariatie spontaan optreden binnen het DNA en dan directe gevolgen hebben voor het fenotype. Een dergelijke spontane mutatie wordt een de-novosituatie genoemd en deze komt in de meeste gevallen voor.
Copynumbervariatie kan ook optreden bij een ongelijke crossing-over bij meiose. Hierdoor kunnen delen van het chromosoom spontaan verloren gaan of erbij komen. Er ontstaan dan afwijkingen binnen het chromosoom, in de vorm van deleties of duplicaties. Het betreft hier een algemeen voorkomend natuurlijk proces, dat naast de crossing-over bijdraagt aan de soortvariatie. Vastgesteld is dat ongeveer 0,4% van het menselijk genoom onderhevig is aan dergelijke variaties. Het proces lijkt willekeurig. Copynumbervariatie wordt met name waargenomen in die delen van het chromosoom die een herhaling in de sequentie van de basenvolgorde kennen (low copy repeats).
Bij een aantal afwijkingen bij de mens als gevolg van een copynumbervariatie komt voor, dat een van de ouders drager is van de afwijking, zonder dat dit verder een duidelijk effect heeft op de ontwikkeling van de ouder. Soms komt er bij de ouder een milde vorm voor die zich uit in psychische problemen of leerstoornissen. Om hier duidelijkheid over te krijgen moeten de chromosomen van beide ouders onderzocht worden.

## Gevolgen
Het verschijnsel van copynumbervariatie speelt een belangrijke rol in de ontwikkeling van soorten. Door de spontane mutaties kunnen er specifieke afwijkingen plaatsvinden die verrassende consequenties hebben. Bij de mens uit zich dit onder andere in de vorm van verscheidene verstandelijke handicaps, ontwikkelingsstoornissen en andere aangeboren afwijkingen. Hiertegenover staat het verschijnsel van mensen die topprestaties kunnen leveren op hun kennis- of vaardigheidsvlak.

## Ontdekking
Oorspronkelijk werd ervan uitgegaan dat het menselijke DNA op hoofdlijnen er hetzelfde uitzag en dat wijzigingen in het menselijk DNA alleen voortkwamen uit de mendeliaanse genetica.
Door onderzoek naar het DNA bij mensen kwam het inzicht dat er structuurfouten op kunnen treden in het menselijke DNA. Een eerste voorbeeld hierin was trisomie 21, beter bekend als het syndroom van Down. Hierbij vindt er een volledige duplicatie plaats van een chromosoom.
Met de ontwikkeling van de technische mogelijkheden in het kader van het onderzoek naar het DNA is het mogelijk geworden om steeds verder in detail het DNA te onderzoeken. Hierbij komen steeds meer oorzaken van syndromen die bij mensen kunnen optreden in beeld. Door zogenoemd microarrayonderzoek kan onderzoek worden gedaan naar de individuele basenparen, waardoor in beeld kan worden gebracht waar in het DNA copynumbervariatie optreedt.

## Relatie met afwijkingen
Afwijkingen bij de mens die voortkomen uit copynumbervariatie zijn onder andere:
- 1q21.1-deletiesyndroom
- 1q21.1-duplicatiesyndroom
- Velocardiofaciaal syndroom
- Syndroom van Phelan-McDermid
- Syndroom van Down